# 亞非混血
亞非混血兒是指祖先血统具有撒哈拉沙漠南部非洲土著居民与亚洲人混合血统的人。

## 分布

### 亚洲

#### 中国
随着中国对外开放程度的加深，在少量非洲裔人士到中国城市留学经商，其中一部分人与当地人士通婚并产下亚非混血儿。其著名代表人物为中国男子排球运动员丁慧。

#### 東南亚
越战时期有非裔美軍在越南与泰国留下混血种，但在泰国他们很受歧视，被称为烏鴉。

#### 沙烏地阿拉伯
根據世界概况，沙烏地阿拉伯約10%人口是亞非混血兒，多數是非裔阿拉伯人和前黑奴的後裔，他們因膚色受當地人歧視。但當地人和他們的婚姻相當普遍。

#### 日本
在最近的歷史中，非裔日本人口的增加與二戰結束後美軍對日本的佔領有關，非裔日本兒童通過賣淫或具有法律約束力的婚姻而出生。因此，多年來，越來越多的非裔美國男性/日本女性產生了一種生活在日本的非裔日本混血種。他們於美國在日本的軍事存在期間一度給予優惠待遇，由於日本以民族為基礎的日本民族主義重新出現，目前混血人口面臨一些嚴重的公眾反感和邊緣化，在某些情況下，許多日本妻子陪伴丈夫返回並定居美國。隨後，由於非洲移民人數的增加，許多非洲- 日本人是日本本土人與非洲大陸人結合的產物。

#### 南韓
目前，韓國擁有遠東地區最大的亞非混血人口。這是因為1950年至1954年韓戰期間美國在韓國的佔領導致亞非混血人口眾多，主要是非裔美國軍人和韓國本國女性的兒女。有些人是黑人和和韓國本國女性合法婚姻的子女，一些則是通過賣淫而非婚生子女。在朝鮮戰爭之後，全國85,000名非裔韓國兒童已經面臨困境，通常，非裔韓國孤兒被故意餓死，因為社會認為非裔混血兒童不值得給予所需的食物。在一些地區，非裔混血青年甚至被剝奪了教育。1955年，美國國務院公開請求美國家庭向受到排斥的年輕人敞開大門。然而，除了出生國所面臨的基於種族的歧視之外，非裔韓國孤兒仍然因膚色偏黑而受美國人忽視。

### 非洲

#### 馬達加斯加
馬達加斯加主体民族馬拉加什人是由從婆罗洲来的馬來人与肯尼亚、莫桑比克及坦桑尼亚的班图人的混血。華裔男人和馬達加斯加本土女性之間的通婚並不少見。

#### 南非
南非開普敦有色人种是一个由科伊桑人、東非黑人、白人（荷兰人、德国人）、馬来人、馬拉加什人、斯里蘭卡人混血而成的人种。說南非語与英语，有基督徒与穆斯林。

### 美洲

#### 美国
在1882年排华法案后，华工无法长期留下，他们与黑人结婚生活。

#### 拉丁美洲诸国
在1860年有批中国苦力被招到牙買加与特立尼达岛，他们与黑人结婚，根据1946年年普查，12,394人在牙买加与特立尼达岛。5,515人住在牙买加，3,673人是华裔特立尼达和多巴哥貿易商，海地也有少数亚裔。古巴与秘鲁也有华人苦力后人。